# Kosong (okres v Kangwonu v Severní Koreji)
Okres Kosŏng (korejsky  – Kosŏng gun) je okres v provincii Kangwon v Severní Koreji. K roku 2008 v něm žilo 61 tisíc obyvatel.

## Poloha a doprava
Hraničí na severozápadě s okresem Tchongčchŏn, na západě s okresem Kŭmgang a na jihu přes korejské demilitarizované pásmo s Jižní Koreou. Z východu je okres ohraničen Japonským mořem.
Velká část území okresu je hornatá tvořená pohořím Tchebek a zejména jeho částí Diamantové hory, která patří mezi turisticky nejatraktivnější horské destinace v Severní Koreji.
V okrese končí železniční trať Anbjŏn – Kosŏng vedoucí sem od severozápadu z Anbjŏnu, kde je napojení na železniční trať Kowŏn – Pchjŏnggang.

## Dějiny
Až do konce Korejské války v podobě uzavření dohody o neútočení v roce 1953 tvořil okres jeden celek se stejnojmenným okresem v Jižní Koreji náležejícím poté do jihokorejské provincie Kangwon.